# Soldados Valientes
Soldados Valientes, también conocida en Corea del Norte como La Ardilla y el Erizo (en chosŏn'gŭl: 다람이와 고슴도치, romanización revisada del coreano: dalam-iwa goseumdochi) es una serie animada norcoreana realizada por Estudios SEK desde 1977 hasta la década de 2010 y es una de las series animadas más populares en Corea del Norte.
Supuestamente, la serie fue suspendida en 2013, cuando la Televisión Central de Corea (televisora estatal de Corea del Norte) cambió su horario de transmisión, lo que eliminó varios programas animados junto con él.

## Sinopsis
La trama relata la historia de un poblado llamado Flower Hill (Colina de las Flores, en español) habitado por ardillas, erizos, patos, conejos y otros animales pequeños viviendo en paz y tranquilidad hasta que son atacados por fuerzas enemigas invasoras; en respuesta a esto los personajes principales se convierten en soldados con el fin de eliminar a sus enemigos invasores, los cuales son los ratones, las comadrejas y los lobos.

## Críticas y controversias
Hay especulaciones entre los críticos extranjeros de que las ardillas y los erizos son los norcoreanos, los ratones son los surcoreanos, las comadrejas son los japoneses y los lobos son los estadounidenses, lo que se argumenta que coincide con interpretaciones metafóricas del entorno geopolítico del país.
Pero esta interpretación alegórica nunca se revela en la serie, y el personal de Estudios SEK afirmó que esta interpretación alegórica no es cierta. En repetidas ocasiones alegaron que esta animación fue creada para enseñar amor, amistad y patriotismo a los niños. Pero otro personal de SEK dijo: "Las comadrejas, los ratones y los lobos simbolizan a los invasores extranjeros (los imperialistas)."
Los críticos extranjeros también piensan que los mensajes que transmite el programa son violentos y no enseñan a los niños un buen comportamiento moral, principalmente debido al uso de armas y la sangre, sin mencionar el uso repetido de insultos vulgares. Sin embargo, ha sido elogiado por su animación a medida que avanzaba la serie, junto con su concepto militar único de narración. La violencia del programa supera notablemente al de las series infantiles occidentales e inclusive a otras series animadas del país propio.

## Internacionalización
La serie fue lanzada en inglés y español por Mondo World, titulada como Brave Soldier y Soldados Valientes, respectivamente. La trama de la serie se cambió en los doblajes, por lo que las referencias sutiles a Corea del Norte y la cultura norcoreana serían censuradas o suprimidas. Esta traducción a menudo es criticada por los seguidores de culto del programa por tener actores de doblaje genéricos y un doblaje confuso y fuera de lugar, dando a cambiar situaciones variadas de la serie. La versión internacional de la serie consta de solamente 25 episodios de los 32 de la versión original, debido a problemas de licencia, ya que Mondo World solo posee los derechos de la primera selección de episodios.

### Cambio de nombres
Al ser internacionalizada la serie, Mondo World decidió alterar los nombres de lugares y personajes de la serie (e inclusive cambiar el género algunos):

#### Personajes
| Nombre original                   | Versión alterada                                       |
| Geumsaegi                         | Manzanilla                                             |
| Juldarami                         | Loto                                                   |
| Goseumdochi (personaje masculino) | Stick (personaje masculino) Rodia (personaje femenino) |
| Mulmangcho                        | Speed                                                  |
| Comandante comadreja              | Comandante Malagato                                    |
| Mulori                            | Goslim                                                 |

#### Lugares
| Nombre original                    | Versión alterada |
| Flower Hill (Colina de las Flores) | Valle del Loto   |